# Roderic Bowen
Evan Roderic Bowen (6 août 1913 - 19 juillet 2001) est un homme politique du Parti libéral gallois.

## Biographie
Bowen fait ses études à la Cardigan County School, au University College, à Aberystwyth, au St John's College, à Cambridge, à Bruxelles et aux Inns of Court. Il sert dans l'armée pendant cinq ans pendant la Seconde Guerre mondiale, atteignant le grade de capitaine. Il est avocat et devient Conseil de la Reine (KC) en 1952.
Aux élections générales de 1945, Bowen est élu à la première tentative comme député du Cardiganshire, succédant à Owen Evans. Avec seulement un adversaire travailliste, il remporte confortablement le siège. Il est réélu aux élections générales de 1950 avec la plus grande majorité libérale à cette élection, malgré le fait qu'il soit confronté à l'opposition conservatrice et travailliste. Pendant la majeure partie des années 50, il fait partie d'un petit groupe de seulement cinq ou six députés libéraux restés à Westminster. Il échoue à succéder à Clement Davies à la tête du Parti libéral en 1956 lorsque Jo Grimond est choisi. Son siège reste sûr jusqu'aux élections de 1964, lorsque le parti travailliste réduit sa majorité à environ 2000 voix. Aux élections générales de 1966, il est battu par le candidat travailliste par seulement 523 voix.
En plus de sa carrière politique, Bowen mène aussi une carrière judiciaire, bien qu'il ait été président de la Fédération libérale galloise et membre de son conseil, il est Recorder de Merthyr Tydfil et de Carmarthen. 
Après les élections de 1964, alors que la majorité des travaillistes à la Chambre des communes n'est que de quatre sièges, il est persuadé par le gouvernement d'accepter le poste de vice-président. Cela met la majorité travailliste à la Chambre à cinq.
Politiquement, il est à la droite du Parti libéral. Pendant la crise de Suez, il défend le gouvernement conservateur contre les «critiques moqueuses» de l'opposition. L'un des principaux critiques de l'opposition au gouvernement à propos de Suez est son propre chef de parti, Jo Grimond.
Il est commissaire à l'assurance nationale pour le Pays de Galles, de 1967 à 1986, et président du Collège universitaire St Davids, Lampeter, de 1977 à 1992. L'une des bibliothèques et un centre de recherche à Lampeter portent son nom et Roderick Bowen est également le nom de l'une des résidences étudiantes. En 1971-1972, il préside un comité gouvernemental chargé d'examiner la politique de signalisation routière au Pays de Galles.

## Sources
- (en) Cet article est partiellement ou en totalité issu de l’article de Wikipédia en anglais intitulé « Roderic Bowen » (voir la liste des auteurs).

1. ↑  « http://discovery.nationalarchives.gov.uk/details/a/A13530954 »

- Jones, « The Liberal Party and Wales, 1945-79 », Welsh History Review, vol. 16, no 3,‎ juin 1993, p. 326–55 (lire en ligne, consulté le 24 janvier 2017)
- Jones, « The Cardiganshire Election of 1959 », Ceredigion, vol. 12, no 2,‎ 1994, p. 94–105 (lire en ligne)
- «Le rival de Grimond: la vie et la carrière politique du député libéral du Cardiganshire de 1945 à 1966, le député du capitaine E. Roderic Bowen (1913–2001)» par J Graham Jones, Journal of Liberal History, numéro 34/35, printemps / été 2002